# Kolleg St. Ludwig
Het College St. Ludwig / Kolleg St. Ludwig was een franciscaner klooster en jongensinternaat / college nabij de buurtschap Vlodrop-Station (gemeente Roerdalen) in de bossen van het Nationaal Park De Meinweg. Tot 1979 was het in gebruik van de paters Franciscanen als klooster en jongensinternaat / college, daarna in eigendom van de Maharishi-beweging. Deze beweging heeft het gebouw in de loop der jaren verlaten, deels (illegaal) gesloopt, en laten vervallen. Op maandag 9 februari 2015 werd begonnen met de definitieve sloop. 
Tijdens de bouw van het college werd er ook een begraafplaats met een begraafplaatskapel gebouwd: de Sint-Ludwigkapel. Deze staat thans buiten het terrein van het college. Het klooster was gelegen op een heuvel met een hoogte van 82,5 meter boven NAP.

## Geschiedenis
Het vlak bij de Nederlands-Duitse grens gelegen Kolleg St. Ludwig was een missieklooster, seminarie en studiehuis van Duitse franciscanen uit Saksen, die zich vanwege de Kulturkampf in Nederland vestigden, eerst samen met andere franciscanen in Harreveld-Lichtenvoorde, daarna op een 178 hectare groot landgoed in Vlodrop. Tussen 1904 en 1909 werd het klooster gebouwd onder leiding van architect broeder Quintilian Borren. In 1909 werd het immense complex plechtig in gebruik genomen. Van 1909 tot 1940 en van 1951 tot 1977 werd St. Ludwig door ruim 3000 Duitse jongens bezocht.
Tijdens de Tweede Wereldoorlog nam de Waffen-SS een deel van het college in beslag. Het internaat- en schoolgedeelte bleef tot september 1944 in handen van het Duitse leger en werd gebruikt als levensmiddelenmagazijn van de luchtmacht. Begin 1945 functioneerde St. Ludwig enige tijd als noodziekenhuis. Na de oorlog kwam het in handen van het Nederlandse Departement van Justitie, die er een internaat voor kinderen van politieke delinquenten inrichtte. Ook woonden 600 Russische arbeiders enkele maanden in het college. De kloostervleugel werd van 1943 tot 1951 bewoond door Nederlandse franciscanen, waarna de Duitse franciscanen terugkeerden.
Van 1948 tot 1953 vestigde de Mgr. J.G. van Rijt-Stichting, genoemd naar Gerrit van Rijt, een particulier voogdijgesticht in een van de kloostervleugels. Omdat de Duitse franciscanen het hele klooster nodig hadden voor hun missiecollege, verhuisde het gesticht in 1954 naar Huize Mariënwaard in Maastricht. De Nederlandse overheid kocht het gebouw in 1979 aan voor een relatief hoog bedrag: meer dan 16 miljoen gulden. In de jaren erna bleef het klooster leeg staan.

### Maharishicentrum

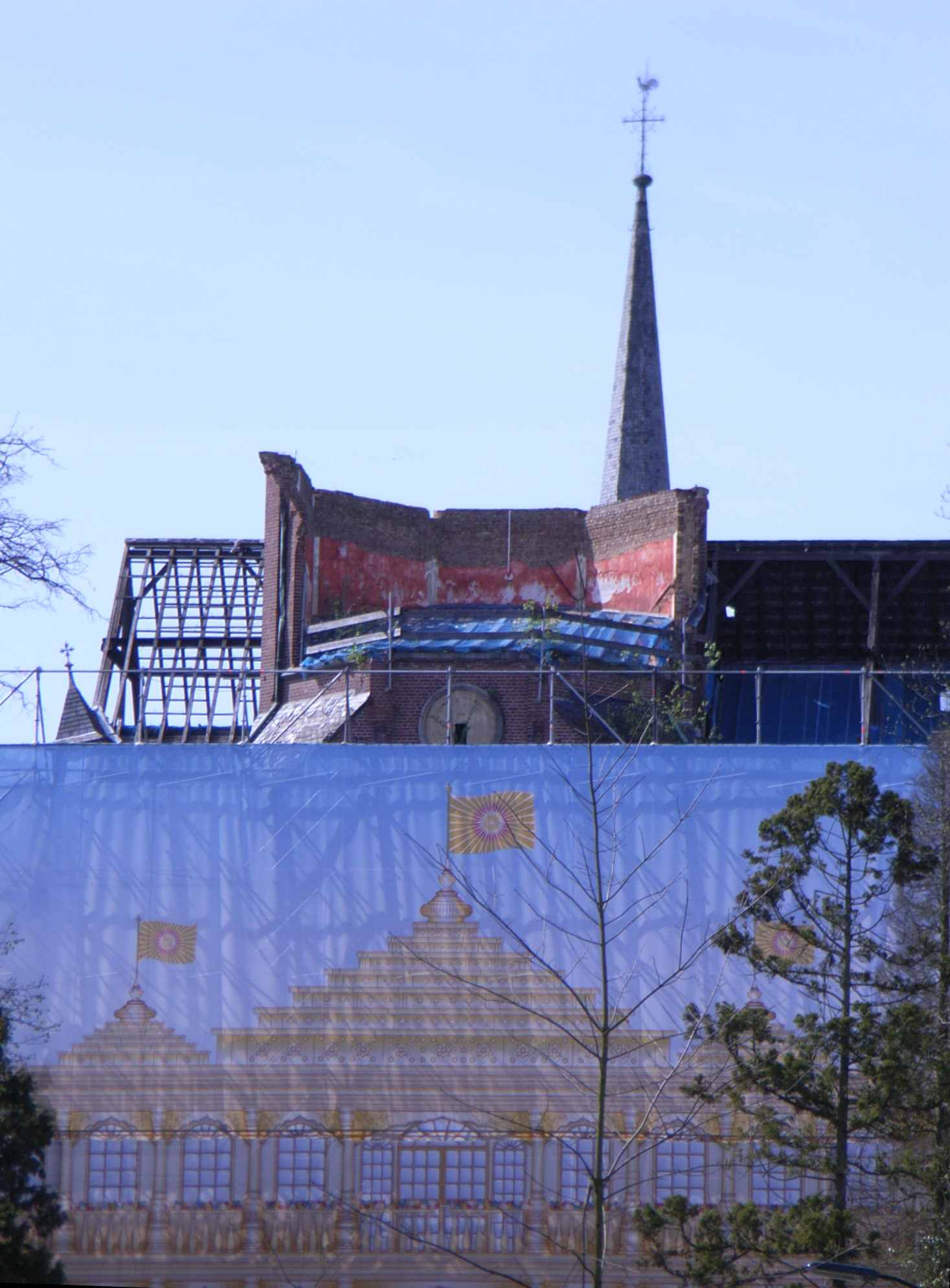
St. Ludwig verscholen achter zeildoek

In 1990 nam de uit India afkomstige goeroe Maharishi Mahesh Yogi zijn intrek het kloostercomplex. Sindsdien dient het als wereldhoofdkwartier van de TM-beweging. De koop van de overheid geschiedde in 1984 tegen een bedrag van slechts 1,8 miljoen gulden. Er waren toen nog geen monumentale beperkingen. De beweging verkreeg een sloopvergunning van de gemeente met de bedoeling een nieuw centrum te verrijzen naar eigen bouwwijze.
Tussen de Maharishibeweging (Meru) enerzijds en bewoners van Vlodrop en de gemeente Roerdalen anderzijds is een conflict ontstaan nadat de Maharishi het kloostercomplex begonnen af te breken en te vervangen door een nieuw gebouwencomplex. Dit voortslepende conflict wordt al jaren voor de rechter uitgevochten. Ook onder meer het Cuypersgenootschap begon te pleiten voor behoud en in 1997/1998 werd het College Sankt Ludwig tot rijksmonument verklaard. Architectuurhistoricus/professor Auke van der Woud heeft ernstige kritiek op de aanwijzing tot monument. Hij stelt dat het nooit een monument had mogen worden en onder meer dat de gebruikte argumenten om dat wel te doen deels gefantaseerd zijn. In de vele rechtszaken rond het College Sankt Ludwig deed de Raad van State in 2001 uitspraak. Direct erna is een deel ervan gesloopt door Meru in de veronderstelling dat slopen geoorloofd was en de minister eventueel dit zou gaan terugdraaien.
Op dinsdag 5 februari 2008 overleed Maharishi Mahesh Yogi op 90-jarige leeftijd in zijn houten paleis te Vlodrop.
In mei 2008 kondigde de gemeente aan de beweging via dwangsommen te willen dwingen om illegale bouwsels te slopen. Doorn in het oog van de gemeente Roerdalen zijn een groot zeildoek dat om het voormalig klooster is gehangen, 164 vlaggenmasten bij het paleis van Maharishi en schijnwerpers die in het bos zijn opgesteld. Ook zouden illegaal gebouwde woonunits van het terrein af moeten.
De stichting MERU/MVU die de Maharishi-organisatie vertegenwoordigt maakte op 9 augustus 2008 bekend te overwegen te vertrekken uit het complex. Er zou te veel tegenwerking zijn vanuit de Nederlandse overheden. Kort voor de bekendmaking had de Raad voor Cultuur nog aan de minister geadviseerd de monumentale status van het klooster te handhaven. De stichting Meru zou het juist willen slopen om er een houten campus voor in de plaats te zetten.
In oktober 2008 maakte de minister bekend dat de status van rijksmonument gehandhaafd zal worden. De Maharishi-beweging kondigde aan in beroep te gaan tegen dat besluit.
In oktober 2009 besluit het college van burgemeester en wethouders dat het klooster water- en winddicht gemaakt moet worden, en legt de stichting Meru een dwangsom op van € 100.000,00 per dag met een maximum van € 3.000.000,=.
Op woensdag 3 september 2014 werd door de Rechtbank Limburg te Roermond het beroep dat door de Stichting Cuypersgenootschap en de Stichting Burgercomité St. Ludwig was ingesteld ongegrond verklaard.
Op maandag 9 februari 2015 is een sloper in opdracht van de eigenaar, de Stichting MERU/MVU, begonnen met de sloop van de voorvleugel van het rijksmonument voormalig College St. Ludwig.
Op 6 mei 2015 heeft de Raad van State in Den Haag in hoger beroep de bovenstaande uitspraak van de Rechtbank Limburg bevestigd.
Het klooster is daarna gesloopt. Alleen de torenspits bleef gespaard.